# بری استنتون
بری استنتون (انگلیسی: Barry Stanton؛ زادهٔ ۱۸ فوریهٔ ۱۹۴۰) بازیگر اهل انگلستان است.
از فیلم‌ها یا برنامه‌های تلویزیونی که وی در آن نقش داشته‌است، می‌توان به سوئینی، دکتر هو، بله آقای وزیر، دیل و پاسکو، ساحره‌گیری، جنون شاه جرج، شوالیه‌های شانگهای، رابین هود، شیردل و شاه لیر اشاره کرد.